# Doctor Samson
El Doctor Samson (Dr. Leonard Skivorski) es un personaje ficticio que aparece en los cómics estadounidenses publicados por Marvel Comics. El personaje generalmente se representa en un superhéroe y psiquiatra en el Universo Marvel, conocido como un personaje secundario en las historias sobre Hulk.
El Doctor Samson fue interpretado por Ty Burrell en The Incredible Hulk (2008) en el Universo Cinematográfico de Marvel.

## Publicación
Doc Samson debutó en el Increíble Hulk vol. 2, # 141 (julio de 1971), creado por el escritor Roy Thomas y el artista Herb Trimpe. Desde entonces, también ha aparecido como personaje secundario en varios títulos diferentes de Marvel Comics, incluyendo She-Hulk, Uncanny X-Men y The Amazing Spider-Man. En 1996 Doc Samson protagonizó su propia miniserie guionizada por Dan Slott. En 2006, Samson protagonizó su segunda miniserie escrita por Paul Di Filippo y dibujada por Fabrizio Fiorentino.

## Biografía ficticia
Leonard Skivorski, Jr. nació en Tulsa, Oklahoma. Fue criado como judío y asistió al centro de estudios de la Torá y del talmud yeshiva. Su padre, Dr. Leonard "Leo" Skivorski, fue un popular psiquiatra en su lugar de residencia que estaba especializado en el tratamiento de mujeres jóvenes y con frecuencia teniendo relaciones extramatrimoniales con ellas.La señora Skivorski apodó a su marido como "Sansón" por su largo pelo. Leonard Jr. al principio no mostró interés en convertirse en psiquiatra, tal vez resentido porque su padre era un mujeriego. A pesar de esto se convirtió en un profesor universitario y psiquiatra. Después de que Bruce Banner se curó temporalmente de ser Hulk desviando la radiación gamma que causó sus transformaciones, Samson, que había estado trabajando con Banner / Hulk en su trabajo como psiquiatra, se expuso a una parte de la radiación sifonada, otorgándole un físico sobrehumanamente fuerte y musculoso, y provocando su cabello se volviera verde y creciera mucho, recordando a su homónimo bíblico.Inicialmente, la fuerza física de Sansón depende de la longitud de su cabello, aunque su mutación gamma finalmente se estabilizó, haciendo que la longitud de su cabello ya no sea un factor. Poco después, su coqueteo con Betty Ross hace que un Banner celoso se vuelva a exponer a la radiación, convirtiéndose una vez más en Hulk para luchar contra Samson. Samson se entera de que su poder disminuye cuando corta su cabello verde, pero pierde sus poderes debido a un bombardeo de radiación gamma intensa. Sintiéndose culpable por su papel en el regreso de su paciente a Hulk, Samson pasaría mucho tiempo trabajando con Banner a lo largo de los años.
Samson recuperó eventualmente sus poderes en una explosión de rayos gamma. Se unió al grupo de Gamma Base. Al lado de S.H.I.E.L.D., luchó contra Hulk. Redujo e introdujo a Hulk en el cerebro de Glenn Talbot para curar su amnesia. Samson luchará contra el Rhino.
Samson es capturado por el Líder. Se une a las fuerzas de Hulk contra los humanoides del Líder. Realizó un psicoanálisis de Hulk a través de sus sueños y le diagnosticó desorden de personalidad múltiple. Samson se encontraría con Angel y Molde Maestro. Se encontraría con Ms.Marvel y lucharían contra Hulk. Samson dejó la base gamma y se convertiría en el psiquiatra de General Ross.
Samson se encontró con Woodgod y los Changelings. Su antigua relación con la Dra. Delia Childress fue revelada e hizo equipo con Spider-Man contra el Rhino e IMA. Derrotó a Unus en combate. Al lado de Thing y otros héroes, fue abducido por el Champion para desafiarle en combate. La Visión le ofrece a Doc Samson el liderazgo de los vengadores del medio oeste. Samson response que se siente halagado, pero ya ha aceptado una plaza de profesor en Northwestern University, la cual prefiere a la vida de héroe y además le comenta que la dirección de equipos no es su punto fuerte.
Tras adoptar el alias "Doc" Samson, el psiquiatra ha dedicado su vida a estudiar e intentar curar a Hulk. Para Samson, Banner es el caso de estudio definitivo en psiquiatría anormal, un misterio que no puede ignorar.
Samson, determinado a curar a Hulk, lo derrota en una batalla y por lo tanto lo calma. Tras esto separa físicamente a Bruce Banner y a Hulk en dos individuos diferentes. Rescató a Hulk de S.H.I.E.L.D. cuando intentaban deshacerse de él, aunque escapa de este intento de masacrarlo deja algunos muertos tras de si, Samson, arrepentido de este inmenso error, promete darle caza y ejecutarlo. Samson adopta un nuevo uniforme y lucha con Iron Man, Wonder Man, Hércules y Namor the Sub-Mariner para dar caza a Hulk, En la batalla con Hulk, acaba destrozado el Hulk robot y en la lucha con los Hulkbusters resulta muerta Carolyn Parmenter. Vuelven a luchar Samsom y los Hulkbusters, pero Hulk derrota a Samson y a los Hulkbusters. Samson intentará volver a unir a Banner y a Hulk pero accidentalmente la transformación dará lugar a un Hulk Gris.
Samson se verá dominado mentalmente por un mutante llamado parásito mental. Ayudará a los X-Factor para capturar a Hulk en nombre de S.H.I.E.L.D. Samson además curará al Capitán Ultra de su miedo al fuego.
Samson se ha visto arrastrado por las aventuras de Hulk numerosas veces, y aunque no ha descubierto una cura definitiva ha conseguido diversos grados de éxito.
Para curar el desorden de personalidad múltiple de Hulk, Samson hipnotiza a Banner con la ayuda de Ringmaster e inmediatamente empieza el proceso de integración de las personalidades de Banner, Mr. Fixit y el Hulk verde convirtiéndose en un nuevo Hulk. El resultado obtenido va más allá de su control, sin embargo, sobresaliendo sobre la inestable mezcla de personalidades se muestra una cuarta personalidad, un poco más benigna que los anteriores Hulks. Durante este intervalo de tiempo, Samson ayuda a la ejecución de los asesinos convictos "Crazy Eight".
Doc Samson formó parte junto con Bruce Jones como compañero de aventuras de The Incredible Hulk, se introdujo uno de los personajes principales en la serie, la supuesta exesposa de Samson. Samson lleva puesto un parche durante la mayor parte de estas correrías. Descubriremos que una organización secreta que está intentando cazar a Hulk ha implantado un dispositivo de vigilancia en el ojo de Samsom, se extrae el dispositivo con un escalpelo y llevará el parche para proteger su ojo.
Además de Hulk, su paciente más famoso, Samson también ha tratado con su capacidad profesional a X-Factor, el Hombre Molécula, She-Hulk y al Punisher, entre otros.
Se hizo amigo del nuevo pupilo del Doctor Extraño, Jack Holyoak, y ayudó a los amigos de su hija, Tina Punnett, a rescatar a los padres "new-age hippie" de ellos por tratar con el fantasma de un músico, Cam Larson, custodiado por el Monolito Viviente. Buscando a su amigo Sam Laroquette, Doc Samson se alió con Living Totem, Tina y Jack llegando a una granja donde se practica un culto nueva era del Doctor Arick Schnellageister donde pelearán contra la pesadillesca criatura salida de la mente de Stephen King llamada Weed. El tercer número fue escrito por Jay Faerber y mostro a Samson ayudando a la nueva Escorpión confesando el haber estado implicada en el asesinato de varios agentes de S.H.I.E.L.D. El final del doble número fue una historia que implicaba a Pesadilla de otra dimensión enviando a un Doc Samson alternativo para que le ayudara a invadir la tierra 616 del Universo Marvel. Estos dos últimos números tenían en cuenta dos historias cortas de Frank Espinosa del Monolito Viviente.
Samson ha mantenido un interés significativo en las llamadas "Maravillas", y siempre ha estado a disposición de muchos de los amigos y socios de Hulk. Doc entiende la enorme presión mental que sufren los súper seres, y atiende sus necesidades psiquiátricas y psicológicas además de buscar una cura para Hulk.
Samson reaparece ayudando a Jennifer Walters, y trata con Rachel Grey. Habla con Valerie Cooper, pidiéndole a ella y a la organización O*N*E que no grabaran su sesión con aunque ya lo había pedido anteriormente. Samson estuvo del lado de Iron Man en el acta de registro de superhéroes en la Civil War. Estuvo con cada miembro de la nueva encarnación de los X-Factor después de una misión un poco problemática. Puso particular atención al líder del equipo, Jamie Madrox.
Samson trabaja del lado de los que apoyan el registro. Como parte de ese grupo, ayudará a She-Hulk y a Spider-Man a derribar a un robot descontrolado que iba a arrasar a civiles inocentes. Samson permanece del lado de Iron Man durante la fuga de la prisión de la Zona Negativa. Los que apoyan el acta de registro ganan cuando el Capitán América se rinde.
Samson juega un rol en los eventos acaecidos durante el crossover de 2007 World War Hulk. Dr. Samson fue el instrumento en los planes de los Illuminati para exiliar a Hulk y arrebatarle los poderes a She-Hulk por parte de Iron Man. Samson fue enviado por Mr. Fantástico para recuperar a She-Hulk después de que ella descubriera que su primo fue exiliado e intento convencerla de que su primo se merecía el castigo después de haberle visto luchar varias veces con miembros de los Illuminati. She-Hulk golpea salvajemente a Samson y lo envía a otro estado después de que se de cuenta que él estaba del lado de los Illuminati.
Samson se muestra como uno de los héroes que ayudan a la evacuación de New York. Samsom y los Vengadores serán derrotados rápidamente por Hulk y sus compañeros mercenarios con esta derrota Doc Samson y sus compañeros caídos son esclavizados por los discos de obediencia (la misma tecnología usada para controlar a Hulk/Cicatriz Verde y a los otros gladiadores en Sakaar). Después de una apoteósica y dura victoria sobre Sentry, Doc Samson es liberado de su disco de obediencia después de que Tony Stark activara una serie de satélites que abrieron fuego sobre Hulk y le dejaron inconsciente y volviendo a su forma humana.
Samson es alistado por la Iniciativa para servir como terapeuta para Penance. Ayudará plenamente a Penance haciendo que sus poderes originales de Speedball vuelvan y se recupere psicológicamente.
Fue enviado por la CSA (Commission On Superhuman Activities) para suspender temporalmente a Tony Stark de sus deberes para con S.H.I.E.L.D. hasta que pasara una evaluación psicológica y mientras ocurre esto se descubre la conspiración Extremis del Mandarín. Él da evidencia al Consejo de Seguridad de la ONU en la portada de Tony, discutiendo verbalmente con Norman Osborn sobre el asunto durante el proceso.
Después de la Secret Invasion, Doc Samson se muestra como el líder del grupo que se reúne con los que han sido reemplazados por Skrulls. Más tarde, estará en el Air Force One, intentando destapar la totalidad de las actividades de Norman Osborn en la montaña Thunderbolts contra el nuevo presidente de los Estados Unidos. Antes de que Samsom pueda presentar las evidencias, el nuevo componente de los Thunderbolts de Osborn arruina el plan: el Ghost roba las pruebas, Ant-Man implanta un emisor gamma en la nuca de Samsom causándole un aumento de la ira y un aumento del poder y alguien disfrazado de Duende Verde ataca el avión presidencial. Samson incrementó su ira al ver atacar al presidente pero el avión es derribado por Ghost. Osborn piensa que, en su estado aumentado, Doc Samson probablemente sobreviviera a la caída, y publica una orden de arresto contra el, sugiriendo que Samson fue el que intentó asesinar al presidente.
En el primer número del título de Hulk 2008, escrito por Jeph Loeb, Samson hace acto de aparición en Rusia, al lado de Iron Man, General Ross y She-Hulk (cuya actitud contra Samsom es aún hostil). El grupo está investigando el asesinato de la Abominacion a las manos de Hulk Rojo. Después de una escaramuza sobre las jurisdicciones con el ruso Guardia Invernal (una batalla que inusualmente Samson empieza empieza), Samson y Ross volverán a Estados Unidos para consultar con Banner el cual está recluido en una instalación de alta seguridad.
Sin embargo, el Helitransporte se estrella cerca de New Jersey. Tony Stark le ordena a Maria Hill investigar el percance y buscar supervivientes. El cadáver de Clay Quartermain es encontrado mutilado y aplastado y el área bañada en radiación gamma. Los cuerpos de Samson y Ross también se pierden. El abrigo de Leonard es encontrado desgarrado y hecho al igual que los pantalones de Hulk, mostrando este abrigo altos valores de radiación gamma mucho más que el resto de elementos.
Samson le dispararía a Rick Jones, arrastrándolo para esconderlo después de que Jones intentara revelar la verdadera identidad del Hulk Rojo.
En Incredible Hulk #600 (Sept. 2009), se revela que la razón por la que Samson le dispara a Rick Jones es que este tiene un desorden de personalidad múltiple. Samson aumenta de tamaño (tal como se hace ver en la historia del Hulk Rojo donde se muestra una alta radiación gamma y la chaqueta destrozada), la longitud de su pelo aumenta y estando así es más fuerte que y rápido que Jennifer Walters. A lo largo de su pecho se muestra una cicatriz con forma de rayo. Samson afirma que, antes de que la personalidad malvada tome el control, que M.O.D.O.K. le ha lavado el cerebro y no le dejaba hablar. Esta personalidad se refiere a sí misma solo como "Samson" y afirma que Leonard no volverá nunca. Sin embargo después de que MODOK subyugue a She-Hulk y a Samson para evitar la destrucción de la instalación e instantes antes de que esta se destruya debido a una pelea entre Rulk y Hulk, Rulk estando de pie ante Leonard (con el pelo corto ahora) y Hulka los saca lejos de la explosión.
En la siguiente aparición de "Samson", aparentemente está en una evaluación psicológica en la cual habla sus sentimientos de incompetencia comparado con otros héroes ya que nunca ha atraído la atención del público o de las mujeres a pesar de sus poderes, se muestra la confrontación mental entre tres personalidades: Samson, Doc Samson y el Dr. Leonard Samson. Concluyendo que ha sido su intelecto el que le ha traído de vuelta en anteriores enfrentamientos, Samson "asesina" a sus dos otras dos personalidades, lo que hace pensar a MODOK - el cual está viendo a mientras el "sueño" tiene lugar - que está listo.
Después de que Banner liberara a los intelectos capturados en la trampa de Inteligencia, vieron que el Hulk Rojo había sido creado determinadamente, con acierto o sin el, de esto resultaría una serie de Hulks que brevemente obtendrían las mismas habilidades que el Hulk Rojo o She-Hulk pero estos candidatos sobrecargados de poder morirían poco después...y muchos de esos candidatos incluían a miembros de los X-Men, Vengadores y los Cuatro Fantásticos que de forma desprevenida fueron alcanzados por los rayos cathexis de la nave que explotaba.
Después de volver a utilizar el Generador de Rayos Cathexis para volver a absorber y volver a los Héroes descuidados (y AIMarines) a la normalidad, Banner intenta absorber toda la energía con su cuerpo, y en su mayoría tiene éxito, pero en un momento crucial, la maquinaria comienza a descomponerse de la retroalimentación. Samson interviene y absorbe el exceso de energía adicional, pero por razones desconocidas, su cuerpo no puede absorber la energía tan fácilmente como el cuerpo de Banner y la sobrecarga lo mata, reduciéndose a un esqueleto carbonizado en segundos.
Durante la Chaos War, Doc Samson regresa de entre los muertos después de lo que sucedió en los reinos de la muerte. Ayuda a Bruce y los otros Hulks a luchar contra Brian Banner, Abominación y los demonios del lado de Amatsu-Mikaboshi. Doc Samson fue útil para detener a Abominación. Cuando Hércules sacrificó los poderes del Padre de Todo para sanar el universo, algunos de los que volvieron a la vida volvieron a la otra vida, mientras que los demás permanecieron entre los vivos.
Cuando Hulk Rojo y Doctor Strange buscan y encuentran a Monster Metropolis para enrolarlo a la Legión de Monstruos, descubren que el espíritu que ha sido capturado por Hulk Rojo es el lado maligno y desquiciado de (refiriéndose a él como Dark Samson) el cual no ha ido a la otra vida. Usando una trampa para cazar fantasmas, Hulk Rojo y la Legión de Monstruos fueron capaces de destruir el espíritu de Dark Samson partiendo el espíritu por la mitad. Hulk Rojo y la Legión hicieron un brindis en honor de Samson después de eso.
Durante la historia de la Segunda Guerra Civil, Doc Samson de alguna manera apareció vivo en el Triskelion para visitar a la Capitána Marvel. Luego se entera de que Doc Samson está allí para evaluarla.
Cuando Banner regresó de entre los muertos, Doc Samson trabajó para localizarlo. Después de que Hulk se calmara lo suficiente como para hablar con él, Doc Samson se enteró de que Hulk llamó a esta forma Devil Hulk, ya que Doc Samson nota que esta versión es muy diferente del último Devil Hulk que encontró. Luego, Hulk le mostró al Doc Samson que hay un agujero donde Rick Jones fue enterrado después de que Hydra lo matara durante su ascenso al poder. Doc Samson y Hulk se enteraron de que el cuerpo de Rick Jones fue tomado por las operaciones estadounidenses de Hulk. Cuando llegaron a la base de operaciones estadounidenses de Hulk en Nuevo México, lucharon contra las criaturas irradiadas con rayos gamma hasta que Cañoncero le disparó en la cabeza a Doc Samson. Después de que Hulk destruyó la base y mató a Bushwacker, el Doc Samson se recuperó de su herida en la cabeza y fue recogido por la versión de Gamma Flight del Programa Espacial Alpha Flight y llevado a su base para recibir tratamiento e interrogatorio. Doc Samson reveló a Gamma Flight sobre el plan de Devil Hulk para acabar con la humanidad y cómo lo llevará a cabo.
Doc Samson ayudó a Gamma Flight a buscar a Hulk. Cuando llegaron donde Hulk estaba luchando contra el Sujeto B, encontraron el cuerpo del Sujeto B en el que estaba Rick Jones y lo llevaron a la Estación Espacial de Baja Órbita Alpha Flight para su estudio. Usando la armadura Redentor, el General Reginald Fortean asaltó la Estación Espacial de Baja Órbita del Alpha Flight para reclamar la cáscara del Sujeto B. Doc Samson y Walter Langkowski fueron baleados mientras los otros miembros de Gamma Flight estaban incapacitados. Doc Samson se recuperó del disparo y se unió a Gamma Flight para atacar a las Operaciones Hulk de EE. UU. En su base en Groom Lake en el Área 51. Mientras que las Operaciones Hulk de EE. UU. Anticiparon su llegada, Doc Samson se sorprendió cuando el General Fortean se fusionó con la cáscara del Sujeto B. La confrontación se interrumpió cuando Hulk, Rick Jones, Harpy y Jackie McGee atacaron la base. Estalló una pelea entre las operaciones de Hulk de EE. UU., Gamma Flight y el grupo de Hulk. Cuando los soldados usaron luces ultravioletas concentradas en Hulk, el Doc Samson saltó frente a Hulk y tomó la explosión. Tras su muerte, el alma del Doc Samsón fue transportada a Abajo-Lugar y se topó con la forma de Sujeto B del General Fortean y Hulk cuando se mataron entre sí. Incluso tiene un encuentro con el Uno debajo de todo. Después de que Samson y Hulk resucitaron después de que el general Fortean fuera asesinado por el personaje de Hulk Gris de Hulk, Hulk se hizo cargo de la Base de la Sombra mientras Samson se queda al lado de Hulk para vigilarlo.
El Líder más tarde utilizó a Del Frye para matar a Doc Samson enviándolo al Lugar Inferior. Entonces el Líder puso su puerta roja para que no pudiera salir.Mientras el Líder estaba distraído, Doc Samson lo golpeó con un pedazo de escombro que le permitió alejarse del Líder.Debido a que su puerta fue interferida, Doc Samson pudo revivir en el cuerpo de Walter Langkowski en la Estación Espacial de Órbita Baja Alpha Flight, lo que provocó que el cuerpo se convirtiera en una versión de pelo verde de Sasquatch. Mientras se reunía con Gamma Flight y Jackie McGee, Samson les contó sobre la intromisión de Líder y llamó a esta forma de su Doc Sasquatch. Liderando a Gamma Flight para confrontar al personaje Joe Fixit de Hulk, Doc Sasquatch evitó que todos fueran succionados cuando Joe Fixit hizo un agujero en la estación espacial.
Walter Langkowski pudo revivir en el cuerpo de Doc Samson y adoptó el alias de Walter Samson.

## Poderes y habilidades
Doc Samson posee habilidades físicas superhumanas como resultado de una exposición a altos niveles de radiación gamma. Su exposición fue considerablemente menor a la que fue expuesto Hulk o la Abominación. La radiación mutó el cuerpo de Samson añadiéndole una gran masa de músculos y huesos a su cuerpo proporcionándole una fuerza sobrehumana. Además su pelo se volvió de una tonalidad verdosa. Al principio, su fuerza dependía de lo largo que tuviera el pelo hasta que su mutación se estabilizó y la longitud del pelo no intervenía en modo alguno en el desarrollo de su fuerza. Samson es igual de fuerte que el Hulk Gris (Joe Fixit) mientras este está en un estado de calma. La fuerza de Samson no se incrementa por la adrenalina cuando se enfurece como si le ocurre a Hulk. Como tal es bastante inferior a este en fuerza. Samson es capaz de saltar grandes distancias horizontal y verticalmente pero no tan grandes como Hulk o la abominación.
Con el incremento de la masa muscular los tejidos corporales también ganaron fuerza, resistencia y son considerablemente más duros que el de un humano normal garantizándole una gran resistencia hacia daños corporales. Samson puede soportar caídas desde grandes alturas, temperaturas extremas, resistencia a balas de gran calibre e impactos enormes tal como recibir golpes de un camión sin daño alguno. Debido a su gran musculatura, sus músculos producen menos ácido láctico que un humano normal durante la actividad física otorgándole una resistencia superhumana. Se ha demostrado que tiene suficiente aguante para luchar contra el Hulk Salvaje durante más de seis horas.
El descubrimiento de una nueva personalidad en la psique de Leonard, que se llama "Samson," muestra que Doc Samson es capaz de llegar a niveles más altos de fuerza. Al igual que otros irradiados por radiación gamma, Doc Samson es inmune a enfermedades comunes a todos los terrestres, sin embargo no se ha visto que tenga poderes acelerados de curación como la Abominación, Hulk o Hulka.
Samson es uno de los psiquiatras más reputados de la Tierra. Normalmente es llamado para asesorar a superhumanos tal como a los miembros de X-Factor. Él es doctor en psiquiatría, además es un teórico  e inventor de varios artilugios médicos[cita requerida] . Su gran conocimiento de la mente le permite un gran grado de resistencia a ataques telepáticos.
Samson es un gran combatiente cuerpo a cuerpo que junto a sus cualidades físicas le permite enfrentarse con Hulk durante extensos periodos de tiempo y pudo retenerlo con las fuerzas combinadas de Iron Man, Wonder Man, Sub-Mariner, y Hércules después de que fuera separado de Bruce Banner y se convirtiera en un Hulk descerebrado. Algunas veces utiliza la psicología para socavar las fuerzas de oponentes más poderosos como a Titania cuando la Gema del Infinito le dio poder.

## Personalidad
A diferencia de Hulk, Doc Samson no sufre desorden de personalidad múltiple y conserva su inteligencia, sin embargo recientemente ha desarrollado desdoblamiento de personalidad: su personalidad tranquila llamada "Leonard" y su personalidad irrespetuosa llamada "Samson". En las investigaciones que ha realizado en seres gamma como él mismo ha concluido que la mutación gamma está determinada por el sentido más profundo de sí mismo. Así que, su condición está basada en el deseo subconsciente de ser un superhumano como el Sansón de la biblia.
Mientras atacaba a los Thunderbolts, la telépata Mirage se percató que, el cual estuve en Thunderbolts Mountain, tiene pensamientos extraños. En su mente ella ve que, mientras que sus reacciones mentales a Norman Osborn y a Moonstone son al estilo Hulk, era capaz de controlarse y actuar sobre esos impulsos.

## Otras versiones

### Tierra X
En Tierra X, fue asesinado cuando Skull usó sus poderes de persuasión para sacar su identidad de su cerebro y dejarlo a medio camino de la muerte antes de matarlo a Skull le pareció divertido todo esto.

### Mutante X
En la tierra de Mutante X, Doc Samson tiene la piel verde y un cuerpo enorme tal como Hulk. Aun en este estado tiene una mente lúcida y tranquila. Está en un equipo, llamados los Defensores después de que los Vengadores fueran anulados. Stingray y Yellowjacket se les unen. Samson es una de las víctimas del conflicto entre el Todopoderoso y la Goblyn Queen.

### Marvel Zombies
En la serie Marvel Zombies: Dead Days, Doc Samson es visto en el Helitransporte de S.H.I.E.L.D. como uno de los héroes supervivientes a la plaga zombi.

### Spider-Ham
En Peter Porker, the Spectacular Spider-Ham #16 Doc Samson es parodiado como una almeja llama Doc Clamson (Juego de palabras en inglés, una posible traducción sería Almejoson).

### Ultimate Marvel
En el universo Ultimate Marvel, un Leonard Samson sin poderes aparece en Ultimate Spider-Man como el psiquiatra de Norman Osborn.

## En otros medios

### Televisión
- Doc Samson aparece en The Incredible Hulk, la serie animada transmitida por UPN entre 1996–97 con la voz de Shadoe Stevens. Samson se ve luchando con Hulk e intentando encontrar una cura para Banner.

- El Doc Samson aparece Los Vengadores: los héroes más poderosos de la Tierra episodios "Hulk contra el mundo", "La Fuga", "Mundo Gamma" (Parte 1 y 2), "Pesadilla en Rojo", "Código Rojo" y "Vengadores Unidos" con la voz de Cam Clarke.

- Samson aparece en el episodio de The Super Hero Squad Show "This Man-Thing, This Monster" con la voz de Dave Boat.

- Doc Samson aparece brevemente como cameo en el episodio de  Ultimate Spider-Man titulado "Abajo el Escarabajo" con la voz de Steven Blum.

- Aparece también en la serie de Hulk and the Agents of S.M.A.S.H., episodio 11 "El encantador de Skaar"[81] con la voz de J.P. Karliak. Doc Samson es requerido por Hulk para civilizar a Skaar. Intenta la hipnosis sobre Skaar hasta que la sesión queda terminada por los agentes de S.M.A.S.H luchando contra el Hombre Absorbente. Después de que el Hombre Absorbente sea derrotado, Doc Samson hace notar que los Hulks nunca cambian y deja la estación precipitadamente como un loco.

### Películas
El Dr. Leonard Samson aparece en The Incredible Hulk (2008), interpretado por Ty Burrell. Durante los eventos de la película, él todavía no tiene superpoderes, y está en una relación corta con Betty Ross. Después de ver a Bruce Banner / Hulk salvarla de los peligros causados por su padre Thadeus "Thunderbolt" Ross, comienza a simpatizar con el científico fugitivo, y le dice al general: "Solía preguntarme por qué ella nunca hablaba de ti. Ahora lo sé."

### Videojuegos
- Doc Samson aparece en el videojuego The Incredible Hulk: Ultimate Destruction con la voz de Daniel Riordan.

### No Ficción
- La herencia judía de Samson es discutida en el libro de no ficción From Krakow To Krypton.[83]